# Wilson (Texas)
Wilson é uma cidade localizada no estado norte-americano do Texas, no Condado de Lynn.

## Demografia
Segundo o censo norte-americano de 2000, a sua população era de 532 habitantes.
Em 2006, foi estimada uma população de 497, um decréscimo de 35 (-6.6%).

## Geografia
De acordo com o United States Census Bureau tem uma área de
1,7 km², dos quais 1,7 km² cobertos por terra e 0,0 km² cobertos por água. Wilson localiza-se a aproximadamente 951 m acima do nível do mar.

## Localidades na vizinhança
O diagrama seguinte representa as localidades num raio de 24 km ao redor de Wilson.